# Acromyrmex subterraneus
Acromyrmex subterraneus es una especie de hormiga cortadora de hoja del género Acromyrmex, tribu Attini, familia Formicidae. Fue descrita científicamente por Forel en 1893.
Se distribuye por Argentina, Bolivia, Brasil, Guayana Francesa, Paraguay y Perú. Se ha encontrado a elevaciones de hasta 750 metros. Habita en bosques semicaducifolios, en parques y jardines.